# PFK Sébastopol
Maillots
Le Futbolny Klub Sébastopol (en russe et en ukrainien : Футбольный Клуб Севасто́поль), plus couramment abrégé en FK Sébastopol, est un ancien club ukrainien de football fondé en 2002 puis disparu en 2014 et basé dans la ville de Sébastopol, en Crimée.
Le club disparaît après l'édition 2013-2014, interrompue par la crise de Crimée.

## Historique
Fondé en 2002, le club remporte la deuxième division ukrainienne à deux reprises, en 2010 et 2013, et participe ainsi au championnat d'Ukraine en 2010-2011 et 2013-2014.
Le club prend la succession du Tchaïka Sébastopol (en), et avant lui du SKCF Sébastopol (en). Après le rattachement de la Crimée à la Russie, consécutive à la crise de Crimée en 2014, le club cesse son existence. Il est remplacé par un nouveau club affilié à la fédération russe, le 
FC Sébastopol (en).

## Stade
Pour la première partie de la saison 2009/2010, le club a évolué provisoirement hors de la ville de Sébastopol, au Stade de Druzhba situé à Bakhtchyssaraï. Après la trêve hivernale, le stade de la ville a été réutilisé. Le club a promis de reconstruire le Stade de Hirnyk à Balaklava, une ancienne ville aujourd'hui devenue quartier de la municipalité de Sébastopol. La reconstruction de l'Hirnyk est prévue dans un futur proche.

## Palmarès
| Compétitions nationales                                           |
| ----------------------------------------------------------------- |
| - Championnat d'Ukraine D2 (2) : - Champion : 2009-10 et 2012-13. |

## Personnalités du club

### Entraîneurs du club
| - Valeriy Petrov (2002 - 2005) - Serhiy Poutchkov (2005 - 2008) - Oleh Lectchynskyi (2008 - 2010) - Serhiy Chevtchenko (2010) | - Oleh Lectchynskyi (2010) - Angel Tchervenkov (2010 - 2011) - Oleksandr Ryabokon (2011) - Serhiy Poutchkov (2011 - 2012) | - Aleh Konanaw (2012 - 2013) - Hennadiy Orbou (2013) - Serhiy Konovalov (2013 - 2014) - Angel Tchervenkov (2014) |

### Joueurs importants
Dans les années 2010, le club compte dans son effectif plusieurs internationaux comme le Serbe Igor Duljaj, le Polonais Mariusz Lewandowski ou encore le Géorgien Mate Ghvinianidze.